# Пандора (Охајо)
Пандора (енгл. Pandora) град је у америчкој савезној држави Охајо.

## Демографија
По попису из 2010. године број становника је 1.153, што је 35 (-2,9%) становника мање него 2000. године.
| Група             | 2000.         | 2010.         |
| Белци             | 1.167 (98,2%) | 1.102 (95,6%) |
| Афроамериканци    | 4 (0,3%)      | 4 (0,3%)      |
| Азијати           | 0 (0,0%)      | 0 (0,0%)      |
| Хиспаноамериканци | 15 (1,3%)     | 39 (3,4%)     |
| Укупно            | 1.188         | 1.153         |